# Gödel, Escher, Bach

‎
Gödel, Escher, Bach (tudi krajše GEB) je naslov kultne knjige Douglasa Hofstadterja. Prvič je bila natisnjena leta 1979 in prejela Pulitzerjevo nagrado.
Ob 20. obletnici tega knjižnega prvenca je avtor pri sicer nespremenjeni novi izdaji dodal nov uvod. Knjiga je razprava o sovpadanju del matematika in logika Kurta Gödla, umetnika Mauritsa Cornelisa Escherja in skladatelja Johanna Sebastiana Bacha. 